# Лукаку, Ромелу
Роме́лу Мена́ма Лука́ку Болинго́ли (нидерл. Romelu Menama Lukaku Bolingoli, нидерландское произношение: [ˈroːmeːlu luˈkaːku]; 13 мая 1993 года, Антверпен) — бельгийский футболист, нападающий итальянского клуба «Наполи» и сборной Бельгии. Участник трёх чемпионатов мира (2014, 2018 и 2022) и трёх чемпионатов Европы (2016, 2020 и 2024). Лучший бомбардир в истории сборной Бельгии (88 голов). 
Начал играть в футбол в бельгийском клубе «Рюпел Бом» в шестилетнем возрасте. В 2006 году перешёл в «Андерлехт», дебютировав в основном составе в возрасте 16 лет. В сезоне 2009/10 стал лучшим бомбардиром бельгийской Про-лиги. Летом 2011 года стал игроком английского клуба «Челси». После двух сезонов в аренде (в «Вест Бромвиче» и «Эвертоне») в 2014 году перешёл в «Эвертон» на постоянной основе за 28 млн фунтов, рекордную сумму для клуба. В 2017 году стал игроком «Манчестер Юнайтед», который заплатил за его трансфер 75 млн фунтов. В 2019 году перешёл в «Интернационале» за 74 млн фунтов. В 2021 году вернулся в «Челси», который заплатил за его переход рекордные 97,5 млн фунтов. В 2024 году подписал контракт с «Наполи».

## Ранние годы
Ромелу — сын профессионального футболиста Роже Лукаку и Адольфин Лукаку.
Ромелу Лукаку, как и его брат Жордан, потомственный футболист — отец Роже играл за разные бельгийские команды, мама же Адольфина работала уборщицей. Когда в Ромелу проснулось желание играть в футбол, отец уже завершил карьеру. Семья жила очень бедно, часть заработанного уходила родственникам в Конго, порой в доме неделями не было горячей воды и электричества, а на столе — только молоко и хлеб. Директор школы подарил мальчику велосипед, так как у того не хватало денег на автобус. Владельцы соседних магазинов давали в долг продукты. Когда, помимо общеобразовательной, Лукаку стал ходить и в спортивную школу, отца взяли туда тренером молодёжной команды.
Его младший брат Жордан и кузен Боли Болинголи-Мбомбо также являются профессиональными футболистами.

## Клубная карьера
В возрасте 6 лет мальчик присоединился к футбольной академии небольшого клуба «Рюпел Бом», а в 2003 году перебрался в «Винтам». Рослый и техничный нападающий быстро перерос этот уровень и перебрался в «Льерс». Парню повсюду приходилось носить с собой свидетельство о рождении, поскольку родители остальных ровесников не верили, что такой высокий и мощный мальчик не перепутал возрастную категорию. Выступая за молодёжный состав «Льерса», Ромелу забил 68 голов в 68 матчах.
С 2006 по 2009 год он играл за молодёжный состав «Андерлехта», забив 121 гол в 88 матчах. Хотя ему было ещё 15 лет, Ромелу забил 26 голов в 17 матчах против игроков, которые были на 4 года старше его. Игра молодого бельгийца привлекла внимание ряда ведущих европейских клубов, включая «Манчестер Юнайтед», «Челси», «Милан» и «Арсенал». Как затем признался Арсен Венгер, он лично отправлялся смотреть на Лукаку, однако «Андерлехт» предложил неприемлемые условия.

### «Андерлехт»
Уже к 16 годам трансферная стоимость Ромелу составляла около 10 миллионов евро. Лукаку дебютировал в высшем дивизионе бельгийского чемпионата 24 мая 2009 года в матче против «Стандарда», выйдя на замену защитнику Виктору Бернандесу. «Андерлехт» проиграл в этом матче со счётом 1:0. За 11 дней до своего дебюта Ромелу подписал свой первый профессиональный контракт с клубом, рассчитанный до 2012 года. Лукаку стал постоянным игроком основного состава в сезоне 2009/10, свой первый гол на профессиональном уровне забив в матче против «Зюлте-Варегем». Он закончил сезон как лучший бомбардир чемпионата Бельгии с 15 мячами и помог «Андерлехту» завоевать 30-й чемпионский титул. Он также забил четыре мяча во время участия клуба в Лиге Европы. Подобный успех мог вскружить голову молодому дарованию, однако бельгиец демонстрировал трудолюбие и ответственность. Пока вся команда праздновала победу в Про-Лиге, он отправился домой готовиться к экзамену по природоведению, который проходил на следующий день после матча. Уже к 17 годам он являлся любимчиком фанатов самого титулованного клуба Бельгии. Лукаку не мог избежать сравнений с Дидье Дрогба. С ивуарийцем их объединяла физическая мощь, умение выбрать позицию на поле и великолепная игра головой.
В течение сезона 2010/11 Лукаку забил 20 мячей во всех соревнованиях, но «Андерлехт» не смог защитить титул, несмотря на то, что находился в верхней части таблицы большую часть сезона.

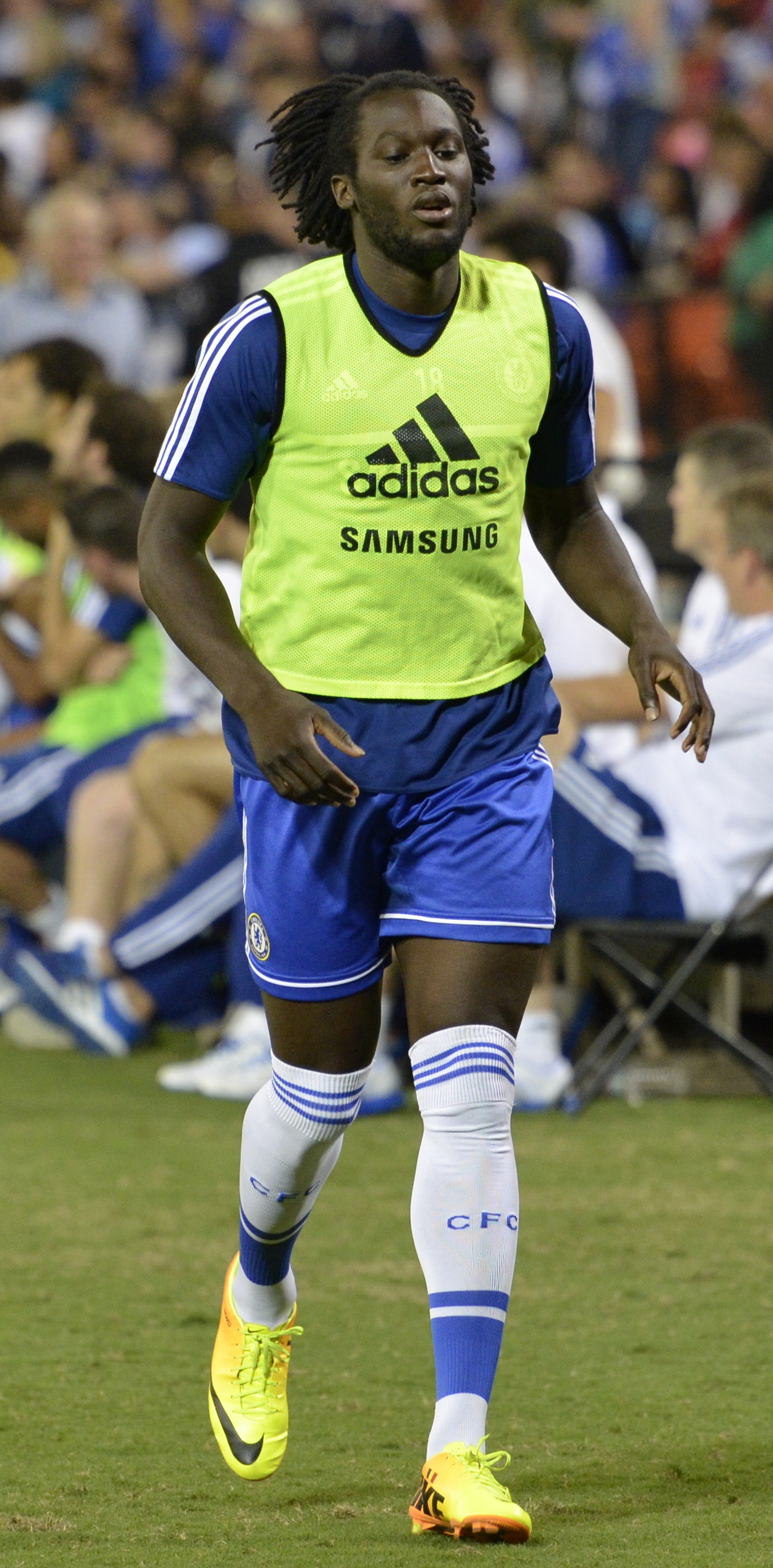
Разминка Лукаку в составе «Челси»

### «Челси»
Летом 2011 года вся Европа следила за судьбой Лукаку. Как и обещал, после достижения совершеннолетия он начал поиски новой команды, а его агентом выступил отец. 6 августа 2011 года официальные сайты «Андерлехта» и «Челси» сообщили о договорённости, насчёт трансфера игрока в стан «синих». Лондонский клуб заплатил около 20 миллионов евро, 12 из которых были выплачены сразу, а ещё 8 в качестве бонусов. Руководство «аристократов» предложило Лукаку роскошный личный контракт на 5 лет, а его семье апартаменты в Лондоне. В «Челси» Ромелу получил 18-й номер . 27 августа Лукаку дебютировал за новый клуб, выйдя на замену в концовке матча против «Норвич Сити». Впервые в стартовом составе Лукаку оказался в матче Кубка Лиги против «Фулхэма», «Челси» выиграл матч по пенальти. 13 мая 2012 года он впервые вышел в стартовом составе в Премьер-лиге. Завоевать место в составе «пенсионеров» бельгийцу не удалось, поскольку сначала Андре Виллаш-Боаш, а затем и Роберто Ди Маттео предпочитали на позиции центрального нападающего более опытных Дидье Дрогба и Фернандо Торреса. Несмотря на это Лукаку сумел выиграть с командой кубок Англии. В заключительном поединке сезона против «Блэкберна» (2:1) Лукаку вышел с первых минут и отметился голевой передачей на Джона Терри. Спустя семь дней его команда выиграла Лигу чемпионов в Мюнхене, однако сам Лукаку отказался держать трофей, так как не чувствовал себя причастным к этой виктории.

#### «Вест Бромвич Альбион» (аренда)

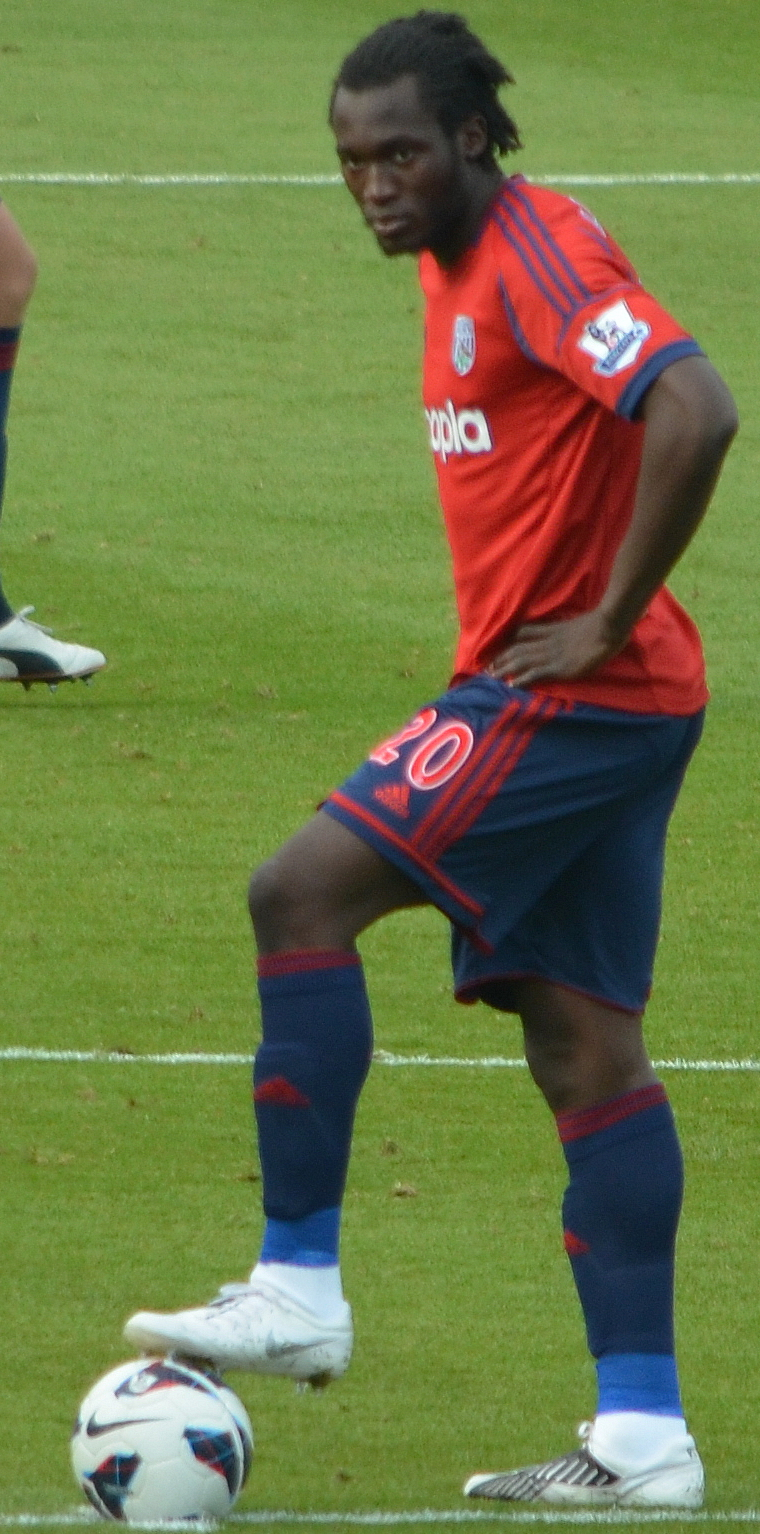
Лукаку в составе «Вест Бромвич Альбион»

Для получения постоянной игровой практики бельгиец решил покинуть «Стэмфорд Бридж». 10 августа 2012 года Лукаку отправился в аренду в клуб «Вест Бромвич Альбион», в котором он провёл сезон 2012/13. Ромелу дебютировал за «дроздов» через восемь дней после своего перехода, выйдя на замену на 77-й минуте матча против «Ливерпуля», в котором отличился забитым мячом. 22 сентября Лукаку дебютировал в стартовом составе «Вест Бромвича» в игре против «Рединга», забив единственный гол в матче. 24 ноября бельгиец заменил Шейна Лонга на 70-й минуте матча против «Сандерленда», после чего забил пенальти и сделал голевую передачу на Марка-Антуана Фортюне. Эта победа стала для «дроздов» четвёртой подряд, до этого «Вест Бромвич Альбион» одерживал четыре победы подряд в высшем дивизионе только в 1980 году. 12 января 2013 года Ромелу сделал свой первый «дубль» в Премьер-лиге в матче против «Рединга». 11 февраля Ромелу, выйдя на замену, забил свой десятый гол в Премьер-лиге в сезоне. Всего Лукаку забил за «Вест Бромвич» 17 мячей. Свой лучший матч в футболке «мешков» Лукаку провёл 19 мая 2013 года. Это был прощальный поединок сэра Алекса Фергюсона, «Вест Бромвич» уступал к перерыву со счётом 1:4, но вышедший на замену бельгиец оформил хет-трик и принёс своей команде ничью (5:5).
По окончании сезона он вернулся в «Челси» и провёл за «синих» два матча в начале сезона 2013/14. Он также сыграл в матче на Суперкубок УЕФА в 2013 году, выйдя на замену и не реализовав решающий пенальти, после чего «Челси» проиграл «Баварии». Вскоре после этого бельгиец был отдан в аренду до конца сезона в «Эвертон». Впоследствии форвард и португальский специалист множество раз перекладывали друг на друга решение об аренде. По версии Жозе, решение принимал сам Лукаку, который хотел играть:
Ромелу любит поговорить. Он – молодой парень, который любит поговорить. Единственное, чего он не говорит, почему он отправился в аренду в «Эвертон». Почему-то именно об этом он всегда умалчивает. Когда я общался с ним последний раз, то спросил его как раз об этом: почему ты не расскажешь о причине ухода?
Но Лукаку не был согласен со своим тренером:
Люди хотят видеть тебя на поле. Поэтому я покинул «Челси». Я не хотел слышать: «Эй, он хорош на тренировках, бла-бла-бла…». Важно то, как ты проявляешь себя в матчах. Миллиарды людей смотрят Премьер-лигу, но никогда не увидят тебя на тренировках. Они хотят знать, как ты показываешь себя в матчах.
Эта история так ничем и не завершилась, ведь Лукаку не вернулся в «Челси», а Моуриньо спустя два года был уволен.

### «Эвертон»
На Ромелу претендовали «Вест Хэм», «Вест Бромвич», «Милан» и «Эвертон». Нападающий решил перебраться в стан «тоффис» и быстро стал лидером этой команды. После переезда Ромелу на «Гудисон», «Эвертон» выдал свой лучший сезон за последние десять лет, заняв итоговое пятое место в турнирной таблице. 21 сентября 2013 года Лукаку дебютировал за «Эвертон», выйдя на замену после перерыва в матче против «Вест Хэм Юнайтед», после чего забил победный гол за пять минут до окончания встречи; «ириски» одержали в той игре победу со счётом 3:2. 30 сентября Лукаку дебютировал за «Эвертон» на «Гудисон Парк»: игра против «Ньюкасла» завершилась победой «ирисок» со счётом 3:2, а сам Ромелу сделал «дубль». 23 ноября 2013 года Лукаку оформил свой второй «дубль» за «Эвертон», дважды поразив ворота «Ливерпуля» в мерсисайдском дерби, которое завершилось вничью со счётом 3:3. В январе 2014 года Ромелу получил серьёзную травму связок голеностопного сустава после того, как Гарет Барри поскользнулся и врезался в бельгийца, пытавшегося заблокировать удар Стивена Джеррарда. Восстановившись от травмы, Лукаку вернулся на поле 1 марта, выйдя на замену в матче против «Вест Хэм Юнайтед», и забил единственный гол на 81-й минуте встречи. Всего за сезон в составе «Эвертона» Лукаку забил 15 голов в 31 матче Премьер-лиги и стал лучшим бомбардиром команды. Также он занял первое место в таблице забитых голов и потраченных на это минут (в среднем Лукаку забивал по одному голу за 117 минут).

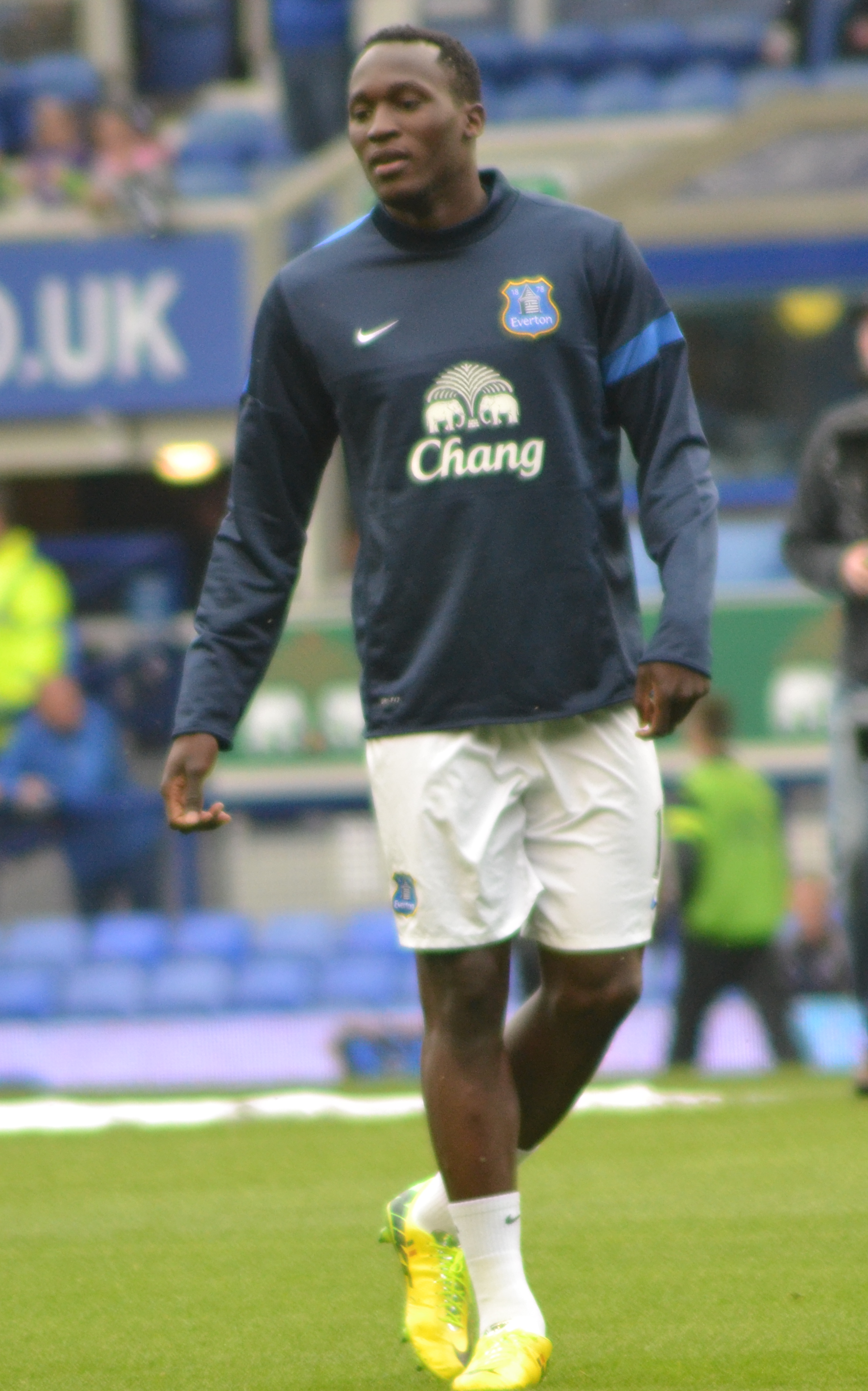
Лукаку на предматчевой разминке в 2014 году

30 июля 2014 года «Эвертон» объявил о трансфере Лукаку из «Челси» на постоянной основе. Бельгиец подписал контракт на 5 лет. Сумма сделки составила 28 млн фунтов, что стало рекордным трансфером «Эвертона» на тот момент. Бельгиец получил футболку с номером «10». Первый сезон в качестве полноценного игрока «тоффис» получился для бельгийца смазанным. 13 сентября 2014 года Ромелу забил свой первый мяч в качестве постоянного игрока «Эвертона» в матче против своего бывшего клуба «Вест Бромвич Альбион». 19 февраля 2015 года Лукаку сделал свой первый хет-трик в составе «Эвертона» в матче Лиги Европы против «Янг Бойз». Через неделю Ромелу забил тому же сопернику ещё два мяча в ответном матче Лиги Европы. В итоге Лукаку с 8 забитыми мячами стал лучшим бомбардиром Лиги Европы (наряду с Аланом из «Ред Булл Зальцбург»). В Премьер-лиге Ромелу забил 10 мячей.
Следующий сезон оказался для Ромелу самым результативным в английском первенстве. 15 августа 2015 года в матче второго тура сезона 2015/16 Лукаку оформил «дубль» в ворота «Саутгемптона». В декабре бельгиец стал первым игроком «Эвертона», забившим в шести матчах Премьер-лиги подряд, а также стал первым игроком «ирисок» за 40 лет (после Боба Латчфорда), забивавшим в семи играх подряд во всех турнирах. В своем следующем матче (против «Лестер Сити») Лукаку стал первым игроком «Эвертона» с 1954 года (после Дейва Хиксона), забивавшим в восьми матчах подряд во всех турнирах.
6 февраля 2016 года в матче против «Сток Сити» Лукаку забил свой 20-й гол в сезоне и стал первым игроком «Эвертона» со времён Грэма Шарпа, забившим 20 мячей во всех турнирах в двух сезонах подряд. Этот гол также стал для Ромелу 16-м в Премьер-лиге и позволил ему сравняться с рекордом результативности, установленным Тони Котти и Андреем Канчельскисом в середине 1990-х годов. В этом сезоне бельгиец забил 18 голов в 37 матчах и стал четвёртым бомбардиром команды. Также Лукаку стал всего пятым игроком, который наколотил 50 голов в АПЛ в возрасте до 23 лет. Однако «Эвертон» начисто провалил сезон, заняв лишь 11-е место и вылетев на полуфинальных стадиях кубковых турниров. После окончания сезона 2015/16 Ромелу дал понять, что хочет покинуть «скаузеров». В приоритете находились команды, которые готовы были обеспечить постоянную игровую практику в Лиге чемпионов. После Чемпионата Европы стало известно, что Лукаку всё же остаётся в «Эвертоне».
12 сентября 2016 года Ромелу сделал хет-трик в матче против «Сандерленда» на «Стэдиум оф Лайт». Три своих мяча Лукаку забил в течение 11 минут и 37 секунд (с 60-й по 71-минуту). 4 февраля 2017 года Лукаку забил 4 мяча в матче против «Борнмута», причём первый его гол, забитый уже на 31-й секунде, стал самым быстрым в истории «Эвертона». 25 февраля 2017 года Лукаку забил 60-й гол в Премьер-лиге за «Эвертон», повторив рекорд Данкана Фергюсона. 5 марта он превзошел Фергюсона, став рекордсменом клуба по забитым мячам в Премьер-лиге, отличившись матче против «Тоттенхэм Хотспур» на «Уайт Харт Лейн».
В марте 2017 года бельгиец отклонил предложение «Эвертона» по новому пятилетнему контракту с зарплатой около 140 тысяч фунтов в неделю. Позднее в интервью Лукаку поставил под сомнение амбиции клуба. 20 апреля 2017 года Лукаку был включён в состав символической «команды года» по версии ПФА. Он также был включён в список номинантов на звание Игрока года по версии ПФА и Молодого игрока года по версии ПФА. Всего в сезоне 2016/17 Лукаку забил 25 мячей, 18 из них — в Премьер-лиге.

### «Манчестер Юнайтед»
8 июля 2017 года «Манчестер Юнайтед» объявил о соглашении с «Эвертоном» о трансфере Лукаку, а 10 июля бельгийский нападающий официально стал игроком «Юнайтед», подписав с клубом пятилетний контракт с опцией продления ещё на год. Сумма трансфера, по некоторым данным, составила 75 млн фунтов плюс 15 млн фунтов в виде возможных бонусов. В новом клубе Лукаку взял футболку с номером «9».
Официальный дебют бельгийца в составе «Юнайтед» состоялся 8 августа 2017 года в матче на Суперкубок УЕФА против испанского клуба «Реал Мадрид». В этой игре Ромелу отметился забитым мячом. Дебют Лукаку в Премьер-лиге состоялся через пять дней в матче против «Вест Хэм Юнайтед». Ромелу оформил «дубль» в этом матче, став четвёртым игроком «Манчестер Юнайтед», забившим два мяча в своем дебютном матче в Премьер-лиге. 27 сентября Лукаку забил два мяча в победном матче Лиги чемпионов против московского «ЦСКА». К тому моменту бельгийский нападающий забил десять голов в первых девяти матчах за «Юнайтед», превзойдя достижение сэра Бобби Чарльтона, который забил в своих первых девяти матчах за клуб девять мячей. 25 февраля 2018 года в матче против своего бывшего клуба «Челси» Ромелу забил гол, а затем отдал голевую передачу на Джесси Лингарда. 13 марта бельгиец забил свой 200-й гол в карьере в матче Лиги чемпионов против «Севильи». 31 марта 2018 года Лукаку забил свой 100-й гол в Премьер-лиге. Всего в сезоне 2017/18 Лукаку сыграл 51 матч во всех турнирах и забил 27 мячей, став лучшим бомбардиром команды.

### «Интернационале»
8 августа 2019 года Ромелу Лукаку стал игроком итальянского клуба «Интернационале» из Милана, став самым дорогостоящим приобретением «нерадзурри» за всю историю. Сумма трансфера составила 74 млн фунтов стерлингов. 26 августа 2019 года Лукаку в своем дебютном матче против «Лечче» в Серии А отличился забитым голом. В том матче «Интернационале» одержал победу со счетом 4:0. Лукаку стал третьим бельгийцем, забивавшем за «Интер» после Энцо Шифо и Раджа Наингголана. Во втором матче за клуб Лукаку снова отличился, поразив ворота «Кальяри» в гостевой встрече. Во время игры Лукаку подвергался расовым высказываниям со стороны болельщиков соперника. В первые месяцы после прибытия в итальянский клуб Лукаку сформировал атакующую связку с аргентинским нападающим Лаутаро Мартинесом. В матче с «Сассуоло» дуэт забил 4 мяча. 2 ноября Лукаку оформил дубль в игре с «Болоньей», что позволило ему повторить рекорд Роналдо, забив 9 мячей в первых 11 играх за клуб. 27 ноября футболист забил первый мяч за «Интер» в еврокубках, поразив ворота чешской «Славии». В заключительной игре группового этапа Лиги Чемпионов УЕФА Лукаку отметился голом в ворота «Барселоны», однако, его команда потерпела поражение и продолжила выступления в Лиге Европы. Новый год для Лукаку начался с дубля в гостевой игре с «Наполи». Матч завершился победой «Интера» со счетом 3:1, что стало первой победой для «нерадзурри» в Неаполе с 1997 года. 25 июля 2020 года Ромелу Лукаку снова оформил дубль в матче с «Дженоа». Таким образом он стал первым, после Стефана Ньерша в сезоне 1949/50, футболистом, забившем 15 голов за сезон в гостевых матчах Серии А. «Интер» завершил сезон на второй строчке, уступив «Ювентусу» всего одно очко в турнирной таблице, а Лукаку записал на свой счет 23 забитых гола. 5 августа нападающий поразил ворота испанского «Хетафе» в 1/8 Лиги Европы и помог своей команде выйти в четвертьфинал. Позже он также отметился забитым голом в игре с «Байер 04» и дублем с «Шахтёром». В финале Лиги Европы Лукаку заработал и реализовал пенальти на 5 минуте матча. На 74 минуте, при счете 2:2, он совершил автогол, чем и принес победу «Севилье».
В сезоне 2020/21 Лукаку забил по два мяча в домашней и выездной встречах с «Боруссией Мёнхенгладбах» в рамках группового этапа Лиги Чемпионов. 3 января 2021 года нападающий забил 50-й гол в 70 матчах, побив предыдущий рекорд Роналдо, который добился подобного результата за 77 игр. 26 января, в матче Кубка Италии с «Миланом», между Лукаку и Златаном Ибрагимовичем произошел конфликт. После обмена оскорблениями и применения физической силы оба футболиста получили желтые карточки. Во втором тайме Ибрагимович был удален с поля после получения второго предупреждения за фол на Александре Коларове. В противостоянии «Интер» одержал победу со счетом 2:1.. 14 февраля Ромелу Лукаку забил свой 300-й гол в профессиональной карьере во время игры с «Лацио». По итогам сезона «Интер» стал чемпионом Серии A впервые с 2010 года, а Лукаку отметился 24 голами и 11 голевыми передачами. Всего форвард провёл два сезона в составе миланского клуба, сыграв за него 95 матчей и забив 64 мяча.

### «Челси»
12 августа 2021 года перешёл в английский клуб «Челси» за 97,5 млн фунтов, что стало рекордным трансфером для лондонского клуба. Лукаку стал самым дорогим футболистом всех времен, совокупные трансферные сборы которого составили 285 млн фунтов, обогнав Неймара. Первым голом нападающий отметился уже в дебютной игре с «Арсеналом», отправив мяч в ворота на 15 минуте. 12 сентября Лукаку отличился первыми забитыми мячами на Стэмфорд Бридж в ворота «Астон Виллы», а спустя два дня забил первый гол за «Челси» в европейских турнирах в матче Лиги Чемпионов с «Зенитом». 8 октября Ромелу Лукаку был одним из пяти игроков «Челси», включенных в список из 30 претендентов на «Золотой мяч 2021», заняв в итоге двенадцатое место. В конце декабря 2021 года футболист выразил недовольство ситуацией в клубе и подходом к игре главного тренера Томаса Тухеля. Также Лукаку выразил желание вернуться в итальянский «Интер». Он был исключен из заявки на игру с «Ливерпулем». После переговоров с Тухелем и публичных извинений Лукаку был восстановлен в составе и появился в матче Кубка футбольной лиги с «Тоттенхэм Хотспур», однако был оштрафован. Нападающий завершил сезон, забив 8 голов в 26 матчах. По мнению ESPN Лукаку стал худшим подписанием в Премьер-лиге.

#### «Интер» (аренда)
29 июня 2022 года «Челси» объявил, что Лукаку вернется в «Интер» на правах сезонной аренды. Стоимость аренды составила 6,9 млн фунтов, а зарплата футболиста была сокращена. 5 апреля 2023 года форвард призвал Серию A принять меры после того как подвергся расовому насилию во время игры с «Ювентусом». 10 июня Лукаку сыграл в финале Лиги Чемпионов с «Манчестер Сити», но подвергся критике, упустив ряд ключевых моментов после выхода со скамейки запасных. «Интер» потерпел поражение со счетом 1:0.

#### «Рома» (аренда)
31 августа 2023 года Лукаку был отправлен в аренду в «Рому» сроком на один сезон за заявленную сумму в 8 млн фунтов. Также форвард согласился на новый контракт с «Челси», включающий в себя сокращение заработной платы и пункт о трансферной стоимости футболиста в размере 37 млн фунтов. Дебют в составе нового клуба состоялся 1 сентября на Олимпийском стадионе, где «Рома» проиграла «Милану» со счетом 2:1. 17 сентября Лукаку забил свой первый гол за «джалоросси» в матче против «Эмполи» (7:0).

### «Наполи»
29 августа 2024 года Лукаку подписал трёхлетний контракт с итальянским клубом «Наполи», по сообщениям СМИ сумма его трансфера из «Челси» составила 30 млн евро, также соглашением были прописаны 15 млн бонусами.

#### Дебютный сезон в Неаполе (2024—2025)
31 августа Ромелу дебютировал за «Наполи» в матче против «Пармы», в котором на 2-й компенсированной минуте сравнял счёт и помог неаполитанцам одержать волевую победу 2:1. 15 сентября забил мяч и отдал две голевые передачи в гостевой победе над «Кальяри» со счётом 4:0. В дебютном сезоне Лукаку забил 14 голов и оформил 10 голевых передач, а «Наполи», в свою очередь, стал чемпионом Италии.

## Карьера в сборной

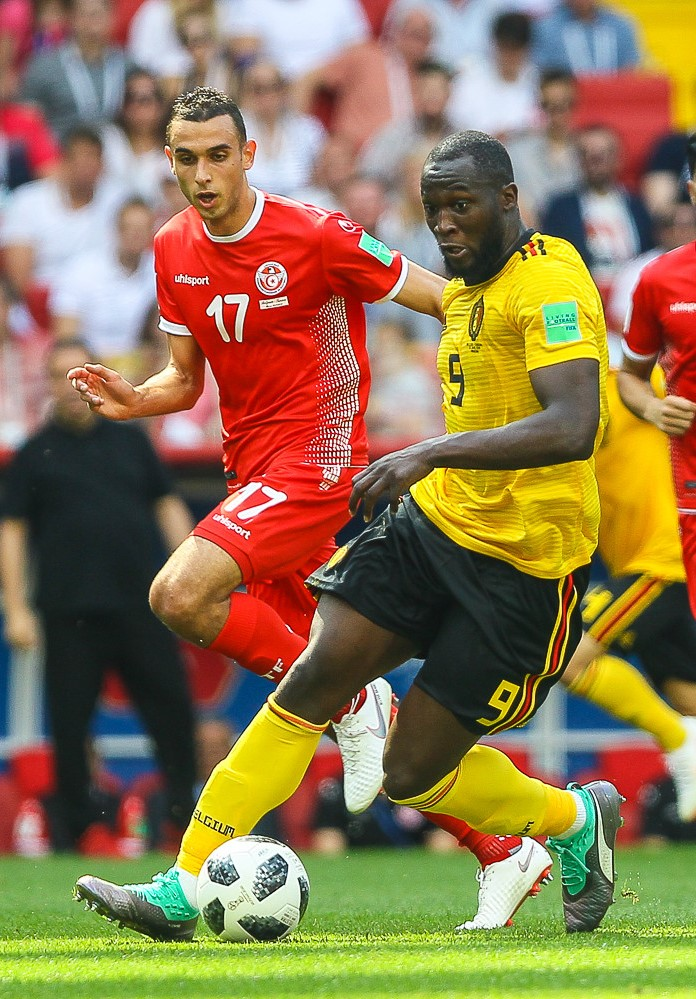
Лукаку в составе сборной Бельгии на ЧМ-2018

В своём дебютном матче за сборную Бельгии до 21 года против Словении Лукаку отметился голом.
В основной сборной дебютировал при Дике Адвокате в товарищеском матче против Хорватии, который состоялся 3 марта 2010 года.
17 ноября 2010 стал автором двух голов в ворота сборной России, обеспечив бельгийцам победу.
15 августа 2012 года Лукаку забил свой первый гол за почти два года в товарищеском матче против сборной Нидерландов.
11 октября 2013 года Ромелу забил два мяча в матче против сборной Хорватии в отборочных матчах к чемпионату мира 2014.
В мае 2014 года Лукаку был включён в заявку сборной Бельгии на предстоящий чемпионат мира в Бразилии.
26 мая в матче против Люксембурга он сделал свой первый хет-трик за сборную, но бывший в то время тренером сборной Бельгии Марк Вильмотс сделала в том матче семь замен вместо разрешенных шести (что не соответствовало правилам игры), из-за чего ФИФА не признала ту игру в качестве официальной.
В матче 1/8 финала чемпионата мира 2014 против сборной США Лукаку вышел на замену перед дополнительным временем, после чего отдал голевую передачу на Кевина Де Брёйне, а на 105-й минуте матча Лукаку забил свой первый гол в турнире; в итоге сборная Бельгии победила сборную США со счётом 2:1.
10 ноября 2017 года Лукаку дважды забил в матче со сборной Мексики. Это были его 29-й и 30-й голы за сборную. Таким образом он сравнялся по забитым мячам с Бернардом Вурхуфом и Полем ван Химстом.
Через четыре дня после этого 24-летний Лукаку забил в ворота сборной Японии и стал единоличным рекордсменом сборной Бельгии по забитым мячам. Несмотря на то, что рекорд был засчитан Королевской футбольной ассоциацией Бельгии, ФИФА официально признала только 28 забитых мячей, из-за аннулированного товарищеского матча против сборной Люксембурга 26 мая 2014 года (потому что было сделано семь замен во время матча вместо разрешённых шести), в котором Лукаку сделал хет-трик.

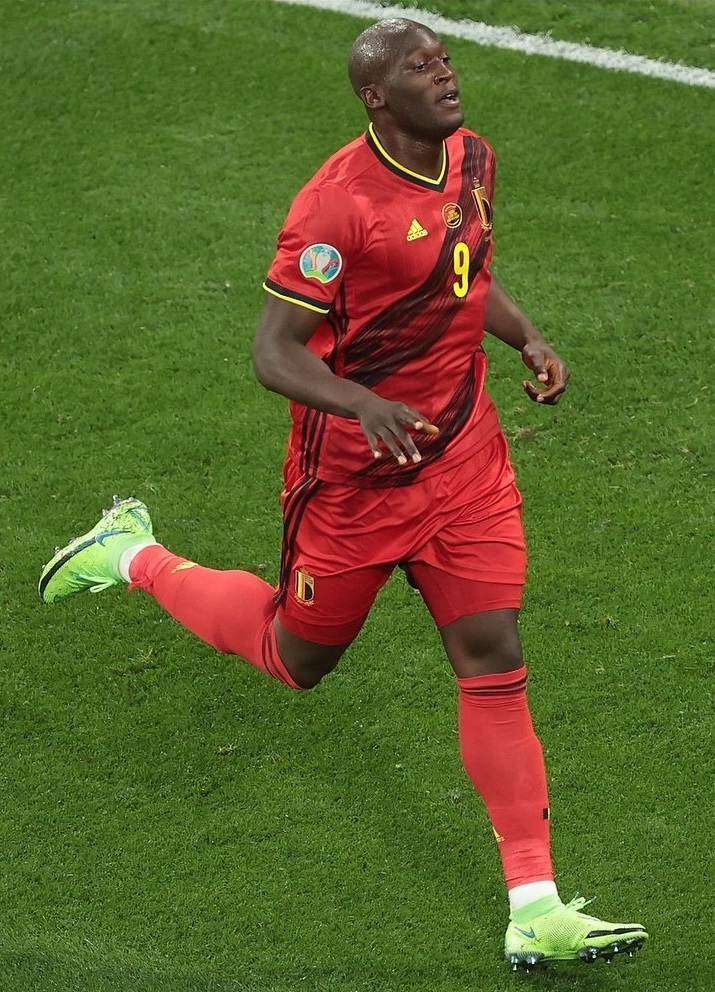
Лукаку в сборной в 2021 году

6 июня 2018 года Лукаку официально стал лучшим бомбардиром сборной Бельгии за всю её историю, забив гол в матче со сборной Египта, после этого в его активе был уже 31 официально признанный забитый мяч за сборную.
18 июня 2018 года Лукаку сделал «дубль» в стартовой игре группового этапа на чемпионате мира в России в ворота сборной Панамы. Ромелу отметился ещё одним «дублем» 23 июня, во второй игре группового этапа против сборной Туниса, после чего был заменён на 59-й минуте матча. В общей сложности Лукаку сыграл на чемпионате мира шесть матчей и забил четыре мяча, а сборная Бельгии заняла третье место.
5 сентября 2021 года матч отборочного турнира к чемпионату мира 2022 года против сборной Чехии стал для Лукаку юбилейным, 100-м матчем в составе национальной команды. Также в этой встрече отметился голом на 8-й минуте, забив свой 67-й мяч за сборную.
На чемпионате мира 2022 года выходил на поле в двух матчах (в обоих на замену): Бельгия — Марокко (0:2) и решающем Хорватия — Бельгия (0:0), где Лукаку не использовал минимум три голевых момента, после чего его команда отправилась домой.
24 марта 2023 года сделал хет-трик в ворота Швеции в гостевом матче отборочного турнира Евро-2024 (3:0). 19 ноября 2023 года Лукаку сделал покер в последнем отборочном матче Евро-2024 за 20 минут первого тайма игры против сборной Азербайджана (5:0). Лукаку стал первым с 1994 года бельгийцем, сделавшим покер в матче за сборную. Также он забил 14 мячей в отборочном турнире Евро-2024, это стало рекордом для одного отборочного турнира чемпионата Европы. Лукаку забил 14 из 22 мячей Бельгии в отборочном турнире, никто из других бельгийцев не забил более 2 мячей.

## Стиль игры
Ромелу Лукаку считается классическим центрфорвардом, номером «9». Он левоногий игрок, хорошо играет головой, обладает физической мощью, которая позволяет ему эффективно бороться за мяч, а также высокой скоростью.

## Личная жизнь
Лукаку является глубоко верующим католиком. По его собственным словам: «Когда я просыпаюсь, то первым делом молюсь. Затем общаюсь со своими родителями, спрашивая их, нужна ли моя помощь в любом вопросе. После этого я отправляюсь на тренировку». В 2014 году он совершил паломничество в Лурд.
Ромелу имеет диплом бакалавра в области туризма.
Является полиглотом: владеет английским, французским, нидерландским, немецким, лингала, португальским и итальянским языками.
В детстве кумирами Ромелу были ивуарийский нападающий Дидье Дрогба и бразильский нападающий Адриано. В 2016 году, начал встречаться с моделью Сарой Менс. В 2018 году у них родился сын Ромео Эммануэль. Позже пара рассталась.

## Статистика выступлений

### Клубная статистика
| Клуб                          | Сезон            | Лига | Лига | Кубок страны | Кубок страны | Кубок лиги | Кубок лиги | Еврокубки | Еврокубки | Прочие | Прочие | Итого | Итого |
| Клуб                          | Сезон            | Игры | Голы | Игры         | Голы         | Игры       | Голы       | Игры      | Голы      | Игры   | Голы   | Игры  | Голы  |
| ----------------------------- | ---------------- | ---- | ---- | ------------ | ------------ | ---------- | ---------- | --------- | --------- | ------ | ------ | ----- | ----- |
| Андерлехт                     | 2008/09          | 1    | 0    | 0            | 0            | −          | −          | 0         | 0         | −      | −      | 1     | 0     |
| Андерлехт                     | 2009/10          | 33   | 15   | 1            | 0            | −          | −          | 11        | 4         | −      | −      | 45    | 19    |
| Андерлехт                     | 2010/11          | 37   | 16   | 2            | 0            | −          | −          | 11        | 4         | −      | −      | 50    | 20    |
| Андерлехт                     | 2011/12          | 2    | 2    | −            | −            | −          | −          | −         | −         | −      | −      | 2     | 2     |
| Андерлехт                     | Итого            | 73   | 33   | 3            | 0            | 0          | 0          | 22        | 8         | 0      | 0      | 98    | 41    |
| Челси                         | 2011/12          | 8    | 0    | 1            | 0            | 3          | 0          | 0         | 0         | −      | −      | 12    | 0     |
| Челси                         | 2013/14          | 2    | 0    | −            | −            | −          | −          | 0         | 0         | 1      | 0      | 3     | 0     |
| Челси                         | Итого            | 10   | 0    | 1            | 0            | 3          | 0          | 0         | 0         | 1      | 0      | 15    | 0     |
| Вест Бромвич Альбион (аренда) | 2012/13          | 35   | 17   | 2            | 0            | 1          | 0          | −         | −         | −      | −      | 38    | 17    |
| Вест Бромвич Альбион (аренда) | Итого            | 35   | 17   | 2            | 0            | 1          | 0          | 0         | 0         | 0      | 0      | 38    | 17    |
| Эвертон (аренда)              | 2013/14          | 31   | 15   | 1            | 1            | 1          | 0          | −         | −         | −      | −      | 33    | 16    |
| Эвертон                       | 2014/15          | 36   | 10   | 2            | 2            | 1          | 0          | 9         | 8         | −      | −      | 48    | 20    |
| Эвертон                       | 2015/16          | 37   | 18   | 3            | 3            | 6          | 4          | −         | −         | −      | −      | 46    | 25    |
| Эвертон                       | 2016/17          | 37   | 25   | 1            | 1            | 1          | 0          | −         | −         | −      | −      | 39    | 26    |
| Эвертон                       | Итого            | 141  | 68   | 7            | 7            | 9          | 4          | 9         | 8         | 0      | 0      | 166   | 87    |
| Манчестер Юнайтед             | 2017/18          | 34   | 16   | 6            | 5            | 2          | 0          | 8         | 5         | 1      | 1      | 51    | 27    |
| Манчестер Юнайтед             | 2018/19          | 32   | 12   | 3            | 1            | 1          | 0          | 9         | 2         | 0      | 0      | 45    | 15    |
| Манчестер Юнайтед             | Итого            | 66   | 28   | 9            | 6            | 3          | 0          | 17        | 7         | 1      | 1      | 96    | 42    |
| Интернационале                | 2019/20          | 36   | 23   | 4            | 2            | −          | −          | 11        | 9         | −      | −      | 51    | 34    |
| Интернационале                | 2020/21          | 36   | 24   | 3            | 2            | −          | −          | 5         | 4         | −      | −      | 44    | 30    |
| Интернационале                | Итого            | 72   | 47   | 7            | 4            | 0          | 0          | 16        | 13        | 0      | 0      | 95    | 64    |
| Челси                         | 2021/22          | 26   | 8    | 6            | 3            | 4          | 0          | 6         | 2         | 2      | 2      | 44    | 15    |
| Челси                         | Итого            | 26   | 8    | 6            | 3            | 4          | 0          | 6         | 2         | 2      | 2      | 44    | 15    |
| Интернационале (аренда)       | 2022/23          | 25   | 10   | 4            | 1            | −          | −          | 8         | 3         | −      | −      | 37    | 14    |
| Интернационале (аренда)       | Итого            | 25   | 10   | 4            | 1            | 0          | 0          | 8         | 3         | 0      | 0      | 37    | 14    |
| Рома (аренда)                 | 2023/24          | 32   | 13   | 2            | 1            | −          | −          | 12        | 7         | −      | −      | 47    | 21    |
| Рома (аренда)                 | Итого            | 32   | 13   | 2            | 1            | 0          | 0          | 12        | 7         | 0      | 0      | 47    | 21    |
| Наполи                        | 2024/25          | 36   | 14   | 2            | 0            | −          | −          | 0         | 0         | −      | −      | 38    | 14    |
| Наполи                        | Итого            | 36   | 14   | 2            | 0            | 0          | 0          | 0         | 0         | 0      | 0      | 38    | 14    |
| Всего за карьеру              | Всего за карьеру | 516  | 239  | 43           | 22           | 20         | 4          | 91        | 48        | 4      | 3      | 674   | 315   |

### Выступления за сборную
| Сборная | Год   | Отборочные матчи ЧМ | Отборочные матчи ЧМ | Финальные матчи ЧМ | Финальные матчи ЧМ | Отборочные матчи ЧЕ | Отборочные матчи ЧЕ | Финальные матчи ЧЕ | Финальные матчи ЧЕ | Лига наций УЕФА | Лига наций УЕФА | Товарищеские матчи | Товарищеские матчи | Итого | Итого |
| Сборная | Год   | Игры                | Голы                | Игры               | Голы               | Игры                | Голы                | Игры               | Голы               | Игры            | Голы            | Игры               | Голы               | Игры  | Голы  |
| ------- | ----- | ------------------- | ------------------- | ------------------ | ------------------ | ------------------- | ------------------- | ------------------ | ------------------ | --------------- | --------------- | ------------------ | ------------------ | ----- | ----- |
| Бельгия | 2010  | −                   | −                   | −                  | −                  | 4                   | 0                   | −                  | −                  | −               | −               | 4                  | 2                  | 8     | 2     |
| Бельгия | 2011  | −                   | −                   | −                  | −                  | 2                   | 0                   | −                  | −                  | −               | −               | 3                  | 0                  | 5     | 0     |
| Бельгия | 2012  | 1                   | 0                   | −                  | −                  | −                   | −                   | −                  | −                  | −               | −               | 4                  | 1                  | 5     | 1     |
| Бельгия | 2013  | 3                   | 2                   | −                  | −                  | −                   | −                   | −                  | −                  | −               | −               | 5                  | 0                  | 8     | 2     |
| Бельгия | 2014  | −                   | −                   | 4                  | 1                  | 2                   | 0                   | −                  | −                  | −               | −               | 5                  | 5                  | 11    | 6     |
| Бельгия | 2015  | −                   | −                   | −                  | −                  | 3                   | 0                   | −                  | −                  | −               | −               | 2                  | 0                  | 5     | 0     |
| Бельгия | 2016  | 3                   | 5                   | −                  | −                  | −                   | −                   | 5                  | 2                  | −               | −               | 6                  | 4                  | 14    | 11    |
| Бельгия | 2017  | 5                   | 6                   | −                  | −                  | −                   | −                   | −                  | −                  | −               | −               | 4                  | 3                  | 9     | 9     |
| Бельгия | 2018  | −                   | −                   | 6                  | 4                  | −                   | −                   | −                  | −                  | 2               | 4               | 6                  | 6                  | 14    | 14    |
| Бельгия | 2019  | −                   | −                   | −                  | −                  | 5                   | 7                   | −                  | −                  | −               | −               | −                  | −                  | 5     | 7     |
| Бельгия | 2020  | −                   | −                   | −                  | −                  | −                   | −                   | −                  | −                  | 5               | 5               | −                  | −                  | 5     | 5     |
| Бельгия | 2021  | 4                   | 5                   | −                  | −                  | −                   | −                   | 5                  | 4                  | 1               | 1               | 2                  | 1                  | 12    | 11    |
| Бельгия | 2022  | −                   | −                   | 2                  | 0                  | −                   | −                   | −                  | −                  | 1               | 0               | −                  | −                  | 3     | 0     |
| Бельгия | 2023  | −                   | −                   | −                  | −                  | 8                   | 14                  | −                  | −                  | −               | −               | 1                  | 1                  | 9     | 15    |
| Итого   | Итого | 16                  | 18                  | 12                 | 5                  | 24                  | 21                  | 10                 | 6                  | 9               | 10              | 42                 | 23                 | 113   | 83    |

### Список матчей за сборную
| Матчи и голы Ромелу Лукаку за национальную сборную Бельгии | Матчи и голы Ромелу Лукаку за национальную сборную Бельгии | Матчи и голы Ромелу Лукаку за национальную сборную Бельгии | Матчи и голы Ромелу Лукаку за национальную сборную Бельгии | Матчи и голы Ромелу Лукаку за национальную сборную Бельгии | Матчи и голы Ромелу Лукаку за национальную сборную Бельгии | Матчи и голы Ромелу Лукаку за национальную сборную Бельгии |
| №                                                          | Дата                                                       | Соперник                                                   | Счёт                                                       | Голы                                                       | Соревнование                                               |                                                            |
| ---------------------------------------------------------- | ---------------------------------------------------------- | ---------------------------------------------------------- | ---------------------------------------------------------- | ---------------------------------------------------------- | ---------------------------------------------------------- | ---------------------------------------------------------- |
| 1                                                          | 3 марта 2010                                               | Хорватия                                                   | 0:1                                                        |                                                            | Товарищеский матч                                          |                                                            |
| 2                                                          | 19 мая 2010                                                | Болгария                                                   | 2:1                                                        |                                                            | Товарищеский матч                                          |                                                            |
| 3                                                          | 11 августа 2010                                            | Финляндия                                                  | 0:1                                                        |                                                            | Товарищеский матч                                          |                                                            |
| 4                                                          | 3 сентября 2010                                            | Германия                                                   | 0:1                                                        |                                                            | Отборочные матчи ЧЕ-2012                                   |                                                            |
| 5                                                          | 7 сентября 2010                                            | Турция                                                     | 2:3                                                        |                                                            | Отборочные матчи ЧЕ-2012                                   |                                                            |
| 6                                                          | 8 октября 2010                                             | Казахстан                                                  | 2:0                                                        |                                                            | Отборочные матчи ЧЕ-2012                                   |                                                            |
| 7                                                          | 12 октября 2010                                            | Австрия                                                    | 4:4                                                        |                                                            | Отборочные матчи ЧЕ-2012                                   |                                                            |
| 8                                                          | 17 ноября 2010                                             | Россия                                                     | 2:0                                                        | 2′ 73′                                                     | Товарищеский матч                                          |                                                            |
| 9                                                          | 9 февраля 2011                                             | Финляндия                                                  | 1:1                                                        |                                                            | Товарищеский матч                                          |                                                            |
| 10                                                         | 10 августа 2011                                            | Словения                                                   | 0:0                                                        |                                                            | Товарищеский матч                                          |                                                            |
| 11                                                         | 2 сентября 2011                                            | Азербайджан                                                | 1:1                                                        |                                                            | Отборочные матчи ЧЕ-2012                                   |                                                            |
| 12                                                         | 6 сентября 2011                                            | США                                                        | 1:0                                                        |                                                            | Товарищеский матч                                          |                                                            |
| 13                                                         | 11 октября 2011                                            | Германия                                                   | 1:3                                                        |                                                            | Отборочные матчи ЧЕ-2012                                   |                                                            |
| 14                                                         | 29 февраля 2012                                            | Греция                                                     | 1:1                                                        |                                                            | Товарищеский матч                                          |                                                            |
| 15                                                         | 2 июня 2012                                                | Англия                                                     | 0:1                                                        |                                                            | Товарищеский матч                                          |                                                            |
| 16                                                         | 15 августа 2012                                            | Нидерланды                                                 | 3:1                                                        | 77′                                                        | Товарищеский матч                                          |                                                            |
| 17                                                         | 7 сентября 2012                                            | Уэльс                                                      | 2:0                                                        |                                                            | Отборочные матчи ЧМ-2014                                   |                                                            |
| 18                                                         | 16 октября 2012                                            | Румыния                                                    | 1:2                                                        |                                                            | Товарищеский матч                                          |                                                            |
| 19                                                         | 6 февраля 2013                                             | Словакия                                                   | 2:1                                                        |                                                            | Товарищеский матч                                          |                                                            |
| 20                                                         | 29 мая 2013                                                | США                                                        | 4:2                                                        |                                                            | Товарищеский матч                                          |                                                            |
| 21                                                         | 7 июня 2013                                                | Сербия                                                     | 2:0                                                        |                                                            | Отборочные матчи ЧМ-2014                                   |                                                            |
| 22                                                         | 14 августа 2013                                            | Франция                                                    | 0:0                                                        |                                                            | Товарищеский матч                                          |                                                            |
| 23                                                         | 11 октября 2013                                            | Хорватия                                                   | 2:1                                                        | 15′ 38′                                                    | Отборочные матчи ЧМ-2014                                   |                                                            |
| 24                                                         | 15 октября 2013                                            | Уэльс                                                      | 1:1                                                        |                                                            | Отборочные матчи ЧМ-2014                                   |                                                            |
| 25                                                         | 14 ноября 2013                                             | Колумбия                                                   | 0:2                                                        |                                                            | Товарищеский матч                                          |                                                            |
| 26                                                         | 19 ноября 2013                                             | Япония                                                     | 2:3                                                        |                                                            | Товарищеский матч                                          |                                                            |
| 27                                                         | 5 марта 2014                                               | Кот-д’Ивуар                                                | 2:2                                                        |                                                            | Товарищеский матч                                          |                                                            |
| 28                                                         | 26 мая 2014                                                | Люксембург                                                 | 5:1                                                        | 3′ 21′ 54′                                                 | Товарищеский матч                                          |                                                            |
| 29                                                         | 1 июня 2014                                                | Швеция                                                     | 2:0                                                        | 34′                                                        | Товарищеский матч                                          |                                                            |
| 30                                                         | 7 июня 2014                                                | Тунис                                                      | 1:0                                                        |                                                            | Товарищеский матч                                          |                                                            |
| 31                                                         | 17 июня 2014                                               | Алжир                                                      | 2:1                                                        |                                                            | ЧМ-2014. Групповой этап                                    |                                                            |
| 32                                                         | 22 июня 2014                                               | Россия                                                     | 1:0                                                        |                                                            | ЧМ-2014. Групповой этап                                    |                                                            |
| 33                                                         | 1 июля 2014                                                | США                                                        | 0:0 (д.в. 2:1)                                             | 105′                                                       | ЧМ-2014. 1/8 финала                                        |                                                            |
| 34                                                         | 5 июля 2014                                                | Аргентина                                                  | 0:1                                                        |                                                            | ЧМ-2014. 1/4 финала                                        |                                                            |
| 35                                                         | 10 октября 2014                                            | Андорра                                                    | 6:0                                                        |                                                            | Отборочные матчи ЧЕ-2016                                   |                                                            |
| 36                                                         | 13 октября 2014                                            | Босния и Герцеговина                                       | 1:1                                                        |                                                            | Отборочные матчи ЧЕ-2016                                   |                                                            |
| 37                                                         | 12 ноября 2014                                             | Исландия                                                   | 3:1                                                        | 73′                                                        | Товарищеский матч                                          |                                                            |
| 38                                                         | 7 июня 2015                                                | Франция                                                    | 4:3                                                        |                                                            | Товарищеский матч                                          |                                                            |
| 39                                                         | 12 июня 2015                                               | Уэльс                                                      | 0:1                                                        |                                                            | Отборочные матчи ЧЕ-2016                                   |                                                            |
| 40                                                         | 3 сентября 2015                                            | Босния и Герцеговина                                       | 3:1                                                        |                                                            | Отборочные матчи ЧЕ-2016                                   |                                                            |
| 41                                                         | 13 октября 2015                                            | Израиль                                                    | 3:1                                                        |                                                            | Отборочные матчи ЧЕ-2016                                   |                                                            |
| 42                                                         | 13 ноября 2015                                             | Италия                                                     | 3:1                                                        |                                                            | Товарищеский матч                                          |                                                            |
| 43                                                         | 29 марта 2016                                              | Португалия                                                 | 1:2                                                        | 62′                                                        | Товарищеский матч                                          |                                                            |
| 44                                                         | 28 мая 2016                                                | Швейцария                                                  | 2:1                                                        | 34′                                                        | Товарищеский матч                                          |                                                            |
| 45                                                         | 1 июня 2016                                                | Финляндия                                                  | 1:1                                                        | 89′                                                        | Товарищеский матч                                          |                                                            |
| 46                                                         | 5 июня 2016                                                | Норвегия                                                   | 3:2                                                        | 4′                                                         | Товарищеский матч                                          |                                                            |
| 47                                                         | 13 июня 2016                                               | Италия                                                     | 0:2                                                        |                                                            | ЧЕ-2016. Групповой этап                                    |                                                            |
| 48                                                         | 18 июня 2016                                               | Ирландия                                                   | 3:0                                                        | 48′ 70′                                                    | ЧЕ-2016. Групповой этап                                    |                                                            |
| 49                                                         | 22 июня 2016                                               | Швеция                                                     | 1:0                                                        |                                                            | ЧЕ-2016. Групповой этап                                    |                                                            |
| 50                                                         | 26 июня 2016                                               | Венгрия                                                    | 4:0                                                        |                                                            | ЧЕ-2016. 1/8 финала                                        |                                                            |
| 51                                                         | 1 июля 2016                                                | Уэльс                                                      | 1:3                                                        |                                                            | ЧЕ-2016. 1/4 финала                                        |                                                            |
| 52                                                         | 1 сентября 2016                                            | Испания                                                    | 0:2                                                        |                                                            | Товарищеский матч                                          |                                                            |
| 53                                                         | 6 сентября 2016                                            | Кипр                                                       | 3:0                                                        | 13′ 61′                                                    | Отборочные матчи ЧМ-2018                                   |                                                            |
| 54                                                         | 7 октября 2016                                             | Босния и Герцеговина                                       | 4:0                                                        | 79′                                                        | Отборочные матчи ЧМ-2018                                   |                                                            |
| 55                                                         | 9 ноября 2016                                              | Нидерланды                                                 | 1:1                                                        |                                                            | Товарищеский матч                                          |                                                            |
| 56                                                         | 13 ноября 2016                                             | Эстония                                                    | 8:1                                                        | 83′ 88′                                                    | Отборочные матчи ЧМ-2018                                   |                                                            |
| 57                                                         | 25 марта 2017                                              | Греция                                                     | 1:1                                                        | 89′                                                        | Отборочные матчи ЧМ-2018                                   |                                                            |
| 58                                                         | 28 марта 2017                                              | Россия                                                     | 3:3                                                        |                                                            | Товарищеский матч                                          |                                                            |
| 59                                                         | 5 июня 2017                                                | Чехия                                                      | 2:1                                                        |                                                            | Товарищеский матч                                          |                                                            |
| 60                                                         | 9 июня 2017                                                | Эстония                                                    | 2:0                                                        |                                                            | Отборочные матчи ЧМ-2018                                   |                                                            |
| 61                                                         | 31 августа 2017                                            | Гибралтар                                                  | 9:0                                                        | 21′ 38′ 84′                                                | Отборочные матчи ЧМ-2018                                   |                                                            |
| 62                                                         | 3 сентября 2017                                            | Греция                                                     | 2:1                                                        | 74′                                                        | Отборочные матчи ЧМ-2018                                   |                                                            |
| 63                                                         | 10 октября 2017                                            | Кипр                                                       | 4:0                                                        | 78′                                                        | Отборочные матчи ЧМ-2018                                   |                                                            |
| 64                                                         | 10 ноября 2017                                             | Мексика                                                    | 3:3                                                        | 55′ 70′                                                    | Товарищеский матч                                          |                                                            |
| 65                                                         | 14 ноября 2017                                             | Япония                                                     | 1:0                                                        | 72′                                                        | Товарищеский матч                                          |                                                            |
| 66                                                         | 27 марта 2018                                              | Саудовская Аравия                                          | 4:0                                                        | 13′ 39′                                                    | Товарищеский матч                                          |                                                            |
| 67                                                         | 2 июня 2018                                                | Португалия                                                 | 0:0                                                        |                                                            | Товарищеский матч                                          |                                                            |
| 68                                                         | 6 июня 2018                                                | Египет                                                     | 3:0                                                        | 27′                                                        | Товарищеский матч                                          |                                                            |
| 69                                                         | 11 июня 2018                                               | Коста-Рика                                                 | 4:1                                                        | 42′ 50′                                                    | Товарищеский матч                                          |                                                            |
| 70                                                         | 18 июня 2018                                               | Панама                                                     | 3:0                                                        | 69′ 75′                                                    | ЧМ-2018. Групповой этап                                    |                                                            |
| 71                                                         | 23 июня 2018                                               | Тунис                                                      | 5:2                                                        | 16′ 48′                                                    | ЧМ-2018. Групповой этап                                    |                                                            |
| 72                                                         | 2 июля 2018                                                | Япония                                                     | 3:2                                                        |                                                            | ЧМ-2018. 1/8 финала                                        |                                                            |
| 73                                                         | 6 июля 2018                                                | Бразилия                                                   | 2:1                                                        |                                                            | ЧМ-2018. 1/4 финала                                        |                                                            |
| 74                                                         | 10 июля 2018                                               | Франция                                                    | 0:1                                                        |                                                            | ЧМ-2018. 1/2 финала                                        |                                                            |
| 75                                                         | 14 июля 2018                                               | Англия                                                     | 2:0                                                        |                                                            | ЧМ-2018. Матч за третье место                              |                                                            |
| 76                                                         | 7 сентября 2018                                            | Шотландия                                                  | 4:0                                                        | 28′                                                        | Товарищеский матч                                          |                                                            |
| 77                                                         | 11 сентября 2018                                           | Исландия                                                   | 3:0                                                        | 31′ 81′                                                    | Лига наций УЕФА 2018/19                                    |                                                            |
| 78                                                         | 12 октября 2018                                            | Швейцария                                                  | 2:1                                                        | 58′ 84′                                                    | Лига наций УЕФА 2018/19                                    |                                                            |
| 79                                                         | 16 октября 2018                                            | Нидерланды                                                 | 1:1                                                        |                                                            | Товарищеский матч                                          |                                                            |
| 80                                                         | 8 июня 2019                                                | Казахстан                                                  | 3:0                                                        | 50′                                                        | Отборочные матчи ЧЕ-2020                                   |                                                            |
| 81                                                         | 11 июня 2019                                               | Шотландия                                                  | 3:0                                                        | 45+1′ 57′                                                  | Отборочные матчи ЧЕ-2020                                   |                                                            |
| 82                                                         | 9 сентября 2019                                            | Шотландия                                                  | 4:0                                                        | 9′                                                         | Отборочные матчи ЧЕ-2020                                   |                                                            |
| 83                                                         | 10 октября 2019                                            | Сан-Марино                                                 | 9:0                                                        | 28′ 41′                                                    | Отборочные матчи ЧЕ-2020                                   |                                                            |
| 84                                                         | 10 октября 2019                                            | Россия                                                     | 4-1                                                        | 72′                                                        | Отборочные матчи ЧЕ-2020                                   |                                                            |
| 85                                                         | 5 сентября 2020                                            | Дания                                                      | 2:0                                                        |                                                            | Лига наций УЕФА 2020/21                                    |                                                            |
| 86                                                         | 11 октября 2020                                            | Англия                                                     | 1:2                                                        | 16′                                                        | Лига наций УЕФА 2020/21                                    |                                                            |
| 87                                                         | 14 октября 2020                                            | Исландия                                                   | 2:1                                                        | 9′ 38′                                                     | Лига наций УЕФА 2020/21                                    |                                                            |
| 88                                                         | 15 ноября 2020                                             | Англия                                                     | 2:0                                                        |                                                            | Лига наций УЕФА 2020/21                                    |                                                            |
| 89                                                         | 18 ноября 2020                                             | Дания                                                      | 4:2                                                        | 57′ 69′                                                    | Лига наций УЕФА 2020/21                                    |                                                            |
| 90                                                         | 24 марта 2021                                              | Уэльс                                                      | 3:1                                                        | 73′                                                        | Отборочные матчи ЧМ-2022                                   |                                                            |
| 91                                                         | 27 марта 2021                                              | Чехия                                                      | 1:1                                                        | 60′                                                        | Отборочные матчи ЧМ-2022                                   |                                                            |
| 92                                                         | 3 июня 2021                                                | Греция                                                     | 1:1                                                        |                                                            | Товарищеский матч                                          |                                                            |
| 93                                                         | 6 июня 2021                                                | Хорватия                                                   | 1:1                                                        | 38′                                                        | Товарищеский матч                                          |                                                            |
| 94                                                         | 12 июня 2021                                               | Россия                                                     | 3:0                                                        | 10′ 88′                                                    | ЧЕ-2020. Групповой этап                                    |                                                            |
| 95                                                         | 17 июня 2021                                               | Дания                                                      | 2:1                                                        |                                                            | ЧЕ-2020. Групповой этап                                    |                                                            |
| 96                                                         | 21 июня 2021                                               | Финляндия                                                  | 2:0                                                        | 81′                                                        | ЧЕ-2020. Групповой этап                                    |                                                            |
| 97                                                         | 27 июня 2021                                               | Португалия                                                 | 1:0                                                        |                                                            | ЧЕ-2020. Плей-офф                                          |                                                            |
| 98                                                         | 2 июля 2021                                                | Италия                                                     | 1:2                                                        | 45+2′                                                      | ЧЕ-2020. Плей-офф                                          |                                                            |
| 99                                                         | 2 сентября 2021                                            | Эстония                                                    | 5:2                                                        | 29′ 52′                                                    | Отборочные матчи ЧМ-2022                                   |                                                            |
| 100                                                        | 5 сентября 2021                                            | Чехия                                                      | 3:0                                                        | 8′                                                         | Отборочные матчи ЧМ-2022                                   |                                                            |
| 101                                                        | 7 октября 2021                                             | Франция                                                    | 2:3                                                        | 40′                                                        | Лига наций УЕФА                                            |                                                            |
| 102                                                        | 3 июня 2022                                                | Нидерланды                                                 | 1:4                                                        |                                                            | Лига наций УЕФА 2022/23                                    |                                                            |
| 103                                                        | 27 ноября 2022                                             | Марокко                                                    | 0:2                                                        |                                                            | ЧМ-2022. Групповой этап                                    |                                                            |
| 104                                                        | 1 декабря 2022                                             | Хорватия                                                   | 0:0                                                        |                                                            | ЧМ-2022. Групповой этап                                    |                                                            |
| 105                                                        | 24 марта 2023                                              | Швеция                                                     | 3:0                                                        | 35′ 49′ 82′                                                | Отборочные матчи Евро-2024                                 |                                                            |
| 106                                                        | 28 марта 2023                                              | Германия                                                   | 3:2                                                        | 9′                                                         | Товарищеский матч                                          |                                                            |
| 107                                                        | 17 июня 2023                                               | Австрия                                                    | 1:1                                                        | 61′                                                        | Отборочные матчи Евро-2024                                 |                                                            |
| 108                                                        | 20 июня 2023                                               | Эстония                                                    | 3:0                                                        | 37′ 40′                                                    | Отборочные матчи Евро-2024                                 |                                                            |
| 109                                                        | 9 сентября 2023                                            | Азербайджан                                                | 1:0                                                        |                                                            | Отборочные матчи Евро-2024                                 |                                                            |
| 110                                                        | 12 сентября 2023                                           | Эстония                                                    | 5:0                                                        | 56′ 58′                                                    | Отборочные матчи Евро-2024                                 |                                                            |
| 111                                                        | 13 октября 2023                                            | Австрия                                                    | 3:2                                                        | 58′                                                        | Отборочные матчи Евро-2024                                 |                                                            |
| 112                                                        | 19 ноября 2023                                             | Азербайджан                                                | 5:0                                                        | 17′ 26′ 30′ 37′                                            | Отборочные матчи Евро-2024                                 |                                                            |

Итого: 112 матчей / 81 гол; 71 победа, 21 ничья, 20 поражений.

## Достижения

### Командные
«Андерлехт»
- Чемпион Бельгии: 2009/10

«Челси»
- Обладатель Кубка Англии: 2011/12
- Победитель Клубного чемпионата мира: 2021

«Интернационале»
- Чемпион Италии: 2020/21
- Обладатель Суперкубка Италии: 2022
- Обладатель Кубка Италии: 2022/23

«Наполи»
- Чемпион Италии: 2024/25

Сборная Бельгии
- Бронзовый призёр чемпионата мира: 2018

### Личные
- Молодой футболист года в Бельгии: 2009[135]
- Лучший бомбардир бельгийской Про-лиги: 2009/10
- Лучший бомбардир Лиги Европы: 2014/15[136]
- Лучший молодой игрок сезона в «Эвертоне»: 2015/16[137]
- Автор лучшего гола сезона в «Эвертоне»: 2015/16[138]
- Игрок месяца английской Премьер-лиги: март 2017[139]
- Игрок месяца Серии А: февраль 2021[140]
- Член «команды года» в Премьер-лиге по версии ПФА: 2016/17[141]
- Игрок года в «Эвертоне»: 2016/17[142]
- Лучший темнокожий игрок бельгийской Про-лиги: 2009/10
- Футболист года в Италии (Игрок сезона Серии А): 2020/21
- Самый ценный игрок сезона Серии А: 2020/21
- Обладатель «Бронзовой бутсы» чемпионата мира: 2018
- Член символической сборной Евро-2020[143]
- Международная премия Джачинто Факкетти: 2020[144]

### Рекорды
- Лучший бомбардир в истории сборной Бельгии: 88 голов
- Рекордсмен сборной Бельгии по количеству голов на чемпионатах Европы: 6 голов